# Julia (film, 1977)
Julia är en amerikansk dramafilm från 1977 i regi av Fred Zinnemann.
Vanessa Redgrave belönades för sin roll i filmen med en Oscar för bästa kvinnliga biroll vid Oscarsgalan 1977.

## Medverkande
- Jane Fonda – Lillian Hellman
- Vanessa Redgrave – Julia
- Jason Robards – Dashiell Hammett
- Maximilian Schell – Johann
- Hal Holbrook – Alan Campbell
- Rosemary Murphy – Dorothy Parker
- Meryl Streep – Anne Marie
- John Glover – Sammy
- Lisa Pelikan – Julia som ung
- Susan Jones – Lillian som ung
- Lambert Wilson – Walter Franz